# Saifedine Alekma
Saifedine Alekma (Forbach, 19 de octubre de 1994) es un deportista francés que compite en lucha libre. Ganó una medalla de plata en el Campeonato Europeo de Lucha de 2021, en la categoría de 79 kg.

## Palmarés internacional
| Campeonato Europeo | Campeonato Europeo | Campeonato Europeo | Campeonato Europeo |
| Año                | Lugar              | Medalla            | Categoría          |
| ------------------ | ------------------ | ------------------ | ------------------ |
| 2021               | Varsovia (Polonia) | Medalla de plata   | 79 kg              |